# (3770) Nizami
(3770) Nizami es un asteroide perteneciente al cinturón de asteroides, descubierto el 24 de agosto de 1974 por la astrónoma soviética Liudmila Chernyj desde el Observatorio Astrofísico de Crimea (República de Crimea), Rusia).

## Designación y nombre
Designado provisionalmente como  1974 QT1. Fue nombrado Nizami en honor al poeta persa Nezamí Ganyaví.